# Slaget vid Pons Mulvius

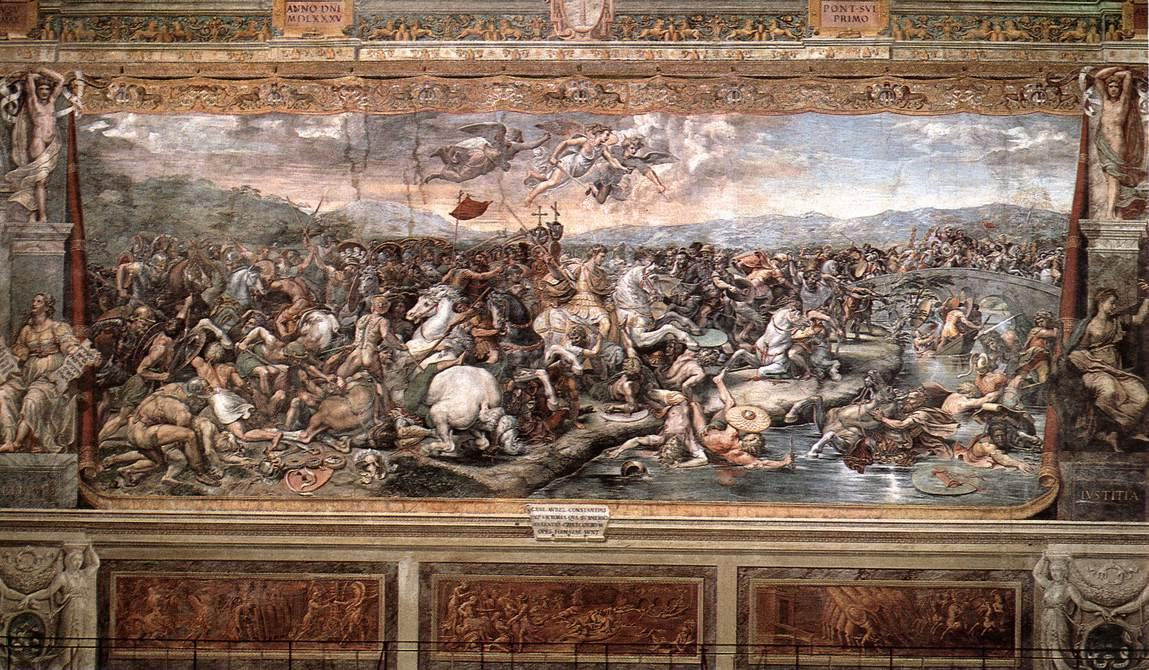
Muralmålningen Battaglia di Costantino contro Massenzio av Rafael (Stanze di Raffaello, Palazzi Pontifici, Vatikanen).

Slaget vid Pons Mulvius (eller Slaget vid milviska bron) ägde rum 28 oktober 312 mellan de romerska kejsarna Konstantin den store och Maxentius. Konstantins seger gjorde honom till ensam kejsare i Romerska riket och den antika världen kom att förändras i grunden.

## Historisk bakgrund
Den direkta orsaken till sammandrabbningen var den fem år långa konflikten mellan Konstantin och Maxentius om kontrollen över Västromerska riket. Konstantin var son till den västromerske kejsaren Constantius I Chlorus som avled 25 juli 306 varpå hans trupper utropade sonen till kejsar Augustus 28 oktober samma år. I Rom var dock Maxentius, son till Constantius företrädare Maximianus, favoritkandidat till tronen. Tetrarkin, det romerska systemet med fyra kejsare, garanterade inte att Konstantin, som son till Constantius fick ärva den västromerska tronen. Båda tronpretendenterna fortsatte att göra anspråk på titeln även sedan ett möte 308 utsett Maxentius till högste kejsare tillsammans med Galerius. Konstantin tillerkändes bara den lägre titeln caesar och makten över Gallien och Britannien. Redan 312 hade dock osämjan vuxit till en öppen konflikt trots att de båda blivit svågrar genom Konstantins giftermål med Maxentius syster Fausta. Konflikten berodde mycket på Maximianus. Denne hade tvingats avsäga sig kejsartiteln då hans medkejsare Diocletianus abdikerade 1 maj 305. Maximianus förrådde både sin son och Konstantin i sina ansträngningar att återta makten men avrättades av den senare 310. Då Galerius avled 311 återupptog de två tronpretendenterna maktkampen.

## Sammandrabbningen
Sommaren 312 samlade Konstantin sina trupper för att göra slut på konflikten med våld. Han intog snabbt norra Italien och befann sig omkring femton kilometer från Rom då Maxentius valde att ställa upp sina trupper vid Pons Mulvius, en stenbro som förde Via Flaminia över Tibern till Rom. För Maxentius var det avgörande att kontrollera denna norra infart till Rom för att kunna hålla rivalen borta från huvudstaden där senaten utan tvekan skulle stödja den som kontrollerade staden.
När Konstantin nådde bron insåg han att han underskattat motståndarens styrka. Somliga källor anger Maxentius numerära överlägsenhet till 10:1, men en kanske troligare bedömning vore 4:1. Under alla omständigheter stod Konstantin inför en svår situation.
Två år innan slaget kungjorde Konstantin en vision där Apollo-Sol Invictus framträdde med ett omen om kommande framgångar. Enligt en tradition ska Konstantin då han var ensam på kvällen 27 oktober, medan de båda arméerna förberedde sig inför slaget kommande dag, ha fått en ny vision då han såg mot solnedgången. Enligt Eusebios av Caesarea ska dock denna vision ha inträffat då Maxentius arméer fortfarande befann sig i norra Italien. Visionen ska ha bestått av ett kors på himlen tillsammans med bokstäverna ΧΡ (de grekiska bokstäverna chi och rho, de första bokstäverna i Christos, Kristus) tillsammans med frasen "I detta tecken ska du segra" (grekiska: Εν Τουτω Νικα, latin: IN HOC SIGNO VINCES). Konstantin, som ännu inte var kristen, ska ha låtit sina soldater bära symbolen på sina sköldar och instiftade senare ett standard med detta Kristusmonogram, ett s.k. labarum, ovanför ett baner med intialerna "IHSV" som han förde i strid omgivet av femtio handplockade legionärer.
Följande dag drabbade arméerna samman. Konstantin, som redan gjort sig känd som en skicklig general, började pressa tillbaka Maxentius trupper mot Tibern och Maxentius såg sig till slut tvungen att dra sig tillbaka för att upprätta nya ställningar utanför Rom. Emellertid var bron den enda reträttvägen och Maxentius trupper led svåra förluster. Då en pontonbro kollapsade blev många retirerande trupper strandade på flodens norra sida och blev antingen tillfångatagna eller dödade. Maxentius tillhörde de senare.

## Efterverkningar
Konstantin gjorde sitt intåg i Rom strax efter slaget och utropades till ensam kejsar augustus över Västromerska riket. I öst regerade dock ännu Maximinus Daia och Licinius. Konstantin tillägnade sin seger de kristnas gud och beordrade att all religiös förföljelse skulle upphöra i hans rike, liksom han tidigare gjort i Gallien och Britannien 306. Sedan han gjort sig till kristendomens beskyddare, då uppskattningsvis var tionde invånare i Rom var kristen, växte dess popularitet och inflytande. 
313 ingick Konstantin och Licinius en allians mot Maximinus, en allians som ledde till ediktet i Milano samma år.